# Staatsschuldenquote in Dänemark
Die Staatsschuldenquote Dänemarks gibt das Verhältnis zwischen den dänischen Staatsschulden einerseits und dem dänischen nominalem Bruttoinlandsprodukt andererseits an.

## Entwicklung in den letzten Jahren
Die Staatsschuldenquote Dänemarks stieg aufgrund der Finanzkrise zwischen 2008 und 2013 an. Entsprach die Staatsverschuldung von 585,1 Mrd. Dänischen Kronen Ende 2008 einer Staatsschuldenquote von 33,4 %, so erreichte die Staatsschuldenquote Ende 2013 angesichts eines Schuldenstandes von dann inzwischen 826,9 Mrd. Dänischen Kronen einen Wert von 44,5 %.

## Prognostizierte Entwicklung
Der Internationale Währungsfonds geht davon aus, dass die Staatsschuldenquote Dänemarks bis Ende 2019 bei einem Schuldenstand von dann 1.038,8 Mrd. Dänische Kronen leicht auf 45,6 % ansteigt.